# Бургмайер, Франц
Франц Бу́ргмайер (нем. Franz Burgmeier; род. 7 апреля 1982, Тризен) — лихтенштейнский футболист, полузащитник. Ныне работает координатором и главой скаутской службы «Вадуца».
Дебютировал за сборную на стадионе «Райнпарк» в Вадуце 5 сентября 2001 года, выйдя на замену на 67-й минуте матча квалификационного турнира к чемпионату мира 2002 года против сборной Испании.

## Биография
Франц Бургмайер родился в маленьком лихтенштейнском городке Тризене в семье Хайнца и Элсбет Бургмайеров. Воспитанник футбольного клуба «Тризен». В юности, помимо футбола, серьёзно занимался ещё и лыжным спортом. Старший брат Франца Патрик Бургмайер также являлся футболистом и выступал на позиции защитника за лихтенштейнский «Эшен/Маурен». Холост, подруга Моника.

## Клубная карьера

### «Вадуц»
Профессиональную карьеру Бургмайер начал в «Вадуце», за который играл в течение пяти лет с 2000 по 2005. Первый гол на высшем уровне забил в ворота швейцарского «Туна 1898» 31 июля 2001 года. В розыгрыше Кубка УЕФА 2002/03 на «Райнпарке» 15 августа 2002 года Бургмайер забил свой первый европейский гол в ворота шотландского «Ливингстона» (матч завершился со счётом 1:1), что однако не спасло «Вадуц» от поражения по итогам двух матчей (на выезде лихтенштейнцы сыграли вничью 0:0 и вследствие пропущенного на своём поле гола не прошли в следующий раунд). 29 июля 2004 года в гостевом матче первого отборочного раунда Кубка УЕФА 2004/05 против ирландского «Лонгфорд Тауна» Бурги забил свой второй мяч в еврокубках и помог «Вадуцу» одержать победу 3:2 (4:2 по сумме двух матчей) и выйти во второй раунд.
Дважды (2004, 2005) имел шанс выйти с «Вадуцем» в швейцарскую Суперлигу, но оба раза клуб уступал в очном противостоянии «Ксамаксу» и «Шаффхаузену» соответственно. В период выступления за «Вадуц» пять раз становился победителем Кубка Лихтенштейна.

### «Арау»
За «Арау» Бурги провёл 35 матчей, в которых забил один гол. Также ему удалось поразить ворота соперников в первых двух раундах Кубка Швейцарии. «Арау» занял седьмое место в Суперлиге, а Бургмайер был признан Лучшим футболистом 2006 года в Лихтенштейне.

### «Базель 1893»
В межсезонье 2006 Бургмайер выиграл с «Базелем» «Кубок часов». 20 августа 2006 в гостевом поединке против «Сьона» забил первый мяч за «Базель», что не спасло его команду от поражения 2:4. В 2007 году выиграл вместе с «Базелем» Кубок Швейцарии. В сезоне 2007/08 провёл за «Базель» лишь четыре матча в Суперлиге и был отдан в полугодовую аренду в «Тун».

### «Тун 1898»
За «Тун» Бургмайер провёл 17 матчей и дошёл до полуфинала Кубка Швейцарии. По итогам чемпионата клуб вылетел в Челлендж-лигу.

### «Дарлингтон»
10 сентября 2003 года в Большом Манчестере на стадионе «Олд Траффорд» состоялся отборочный матч Евро-2004 между сборными Англии и Лихтенштейна. В числе 67 тысяч собравшихся на стадионе болельщиков был и семилетний мальчик Макс Хьюстон. Несмотря на то, что Лихтенштейн в этом матче потерпел поражение 0:2, Макс был поражён выносливостью и работой Франца Бургмайера. Когда летом 2008 года Бурги разорвал контракт с «Базелем», двенадцатилетний на тот момент Макс Хьюстон предложил посмотреть Бургмайера в деле своему дедушке Джорджу Хьюстону — председателю команды «Дарлингтон». Успешно выдержав просмотр, Франц, твёрдо нацелившийся попробовать свои силы за границей, подписал однолетний контракт с «Дарлингтоном».
13 сентября 2008 года Франц Бургмайер забил свой первый мяч в Англии в ворота «Порт Вейла». Бурги стал обладателем своеобразного клубного рекорда, в течение двух месяцев получив четыре вызова в свою сборную — небывалый доселе случай для «Дарлингтона». Из-за внутренних проблем в административном штабе клуба Бургмайер вынужден был покинуть «Дарлингтон» в конце сезона, остановившись на отметке в 2 забитых мяча за 35 матчей.

### «Вадуц»
В 2009 году Франц Бургмайер вновь вернулся в «Вадуц». Дебют в составе старого нового клуба пришёлся на противостояние с шотландским «Фалкирком» в рамках второго квалификационного раунда Лиги Европы 2009/10. Потерпев поражение 0:1 в Фолкерке, «Вадуц» смог забить мяч в домашней игре, переведя встречу в дополнительное время (Бурги ассистировал Эмилю Ноллю). А в овертайме гол Бургмайера принёс «Вадуцу» победу и выход в третий квалификационный раунд, где лихтенштейнцы проиграли 0:3 по сумме двух матчей либерецкому «Словану».
Полностью провалив второй круг первенства, «Вадуц» довольствовался восьмой позицией в лиге, отстав на 18 очков от второго места. Однако клуб в шестнадцатый раз подряд выиграл Кубок Лихтенштейна и завоевал право участия в Лиге Европы.
Не лучше сложился для «Вадуца» и сезон 2010/11. В последних девяти матчах чемпионата команда набрала лишь девять очков, упустив блестящую возможность повышения в классе: от вожделенного второго места в лиге клуб в итоге отстал на два пункта. Традиционная победа в Кубке страны оформила для клуба путёвку в Европу.
В следующем году «Вадуц» занял только восьмое место в Челлендж-лиге и вообще закончил год без единого трофея.
Сезон 2012/13 вновь получился для клуба провальным, однако в финале розыгрыша Кубка Лихтенштейна «Вадуц» в серии пенальти сломил сопротивление «Бальцерса».

## Сборная Лихтенштейна
Самым великим моментом своей карьеры Франц Бургмайер называет ничью 2:2, которой удалось добиться сборной Лихтенштейна 9 октября 2004 года в матче отборочного турнира к чемпионату мира 2006 года с Португалией. Тогда на стадионе «Райнпарк», проигрывая 0:2 после первого тайма, сборная Лихтенштейна смогла переломить ход игры и завершила матч вничью, а первый мяч в ворота португальцев забил Бургмайер.

### Голы за сборную Лихтенштейна
| Дата            | Стадион                        | Соперник          | Результат1 | Статус матча       | Минута (текущий счёт) |
| --------------- | ------------------------------ | ----------------- | ---------- | ------------------ | --------------------- |
| 30 апреля 2003  | «Райнпарк», Вадуц (д)          | Саудовская Аравия | 1:0        | ТМ                 | 22' (1:0)             |
| 20 августа 2003 | «Райнпарк», Вадуц (д)          | Сан-Марино        | 2:2        | ТМ                 | 23' (2:0)             |
| 9 октября 2004  | «Райнпарк», Вадуц (д)          | Португалия        | 2:2        | ОЧМ-2006, группа 3 | 48' (1:2)             |
| 13 октября 2004 | «Жози Бартель», Люксембург (г) | Люксембург        | 4:0        | ОЧМ-2006, группа 3 | 44' (2:0), 85' (4:0)  |
| 24 марта 2007   | «Райнпарк», Вадуц (д)          | Северная Ирландия | 1:4        | ОЧЕ-2008, группа F | 91' (1:3)             |
| 26 марта 2008   | «Та’Кали», Валлетта (г)        | Мальта            | 1:7        | ТМ                 | 51' (1:4)             |
| 21 мая 2014     | «Райнпарк», Вадуц (д)          | Беларусь          | 1:5        | ТМ                 | 79' (п) (1:5)         |
| 15 ноября 2014  | «Зимбру», Кишинёв (г)          | Молдова           | 1:0        | ОЧЕ-2016, группа G | 74' (1:0)             |

1. Первым указано число голов, забитых сборной Лихтенштейна

- д = дома
- г = в гостях
- п = пенальти
- ТМ = товарищеский матч
- ОЧЕ = отборочный турнир к Чемпионату Европы
- ОЧМ = отборочный турнир к Чемпионату мира

## Достижения

### Личные достижения
- Лучший футболист Лихтенштейна — 2006

### Командные достижения
- Обладатель Кубка Лихтенштейна (11): 2001, 2002, 2003, 2004, 2005, 2010, 2011, 2013, 2014, 2015, 2016)
- Победитель «Кубка часов» 2006
- Победитель Кубка Швейцарии 2007